# Robert Golemac
Robert Golemac (* 20. April 1976) ist ein ehemaliger österreichischer Fußballspieler.
Robert Golemac war ein Abwehr-Spieler. Von 2000 bis 2002 bestritt er für Schwarz-Weiß Bregenz 95 Spiele in der österreichischen Bundesliga und erzielte dabei insgesamt drei Tore. Von 2002 bis 2004 spielte er für den SK  Sturm Graz in 28 Begegnungen ebenfalls in der Bundesliga, schoss dabei jedoch als Abwehrspieler keine weiteren Tore. Außerdem war er mit Sturm Graz in der Saison 2002/2003 an fünf Spielen in der UEFA Europa League beteiligt. Zwischen 1997 und 2013 spielte er für verschiedene Mannschaften acht Mal auch im ÖFB-Cup.